# Eparchie Pinsk-Turov
Eparchie Pinsk-Turov byla eparchie rusínské řeckokatolické církve, nacházející se v Bělorusku.

## Historie
Episkopie zde byla založena roku 1088. Za vlády Svjatopolka II. Izjaslaviče eparchie Turov zahrnovala obrovské území Rusínských zemí s následujícími městy: Turov, Pinsk, Brest, Kamenec, Kleck, Grodno aj.
Roku 1596 byla založena eparchie Pinsk-Turov.
Roku 1795 byla eparchie zrušena.

## Seznam biskupů
- Jonasz Gogol (1596-1602)
- Paizjusz Onikiewicz-Sachowski (1603-1626)
- Grzegorz Michałowicz (1626-1632)
- Rafał Korsak, O.S.B.M. (1632-1637)
- Pachomiusz Woyna-Orański, O.S.B.M. (1637-1653)
- Andrzej Kwaśniński-Złoty (1654-1665)
- Marcjan Białłozor (1665-1697)
- Antoni Żółkiewski (1697-1702)
- Porfiriusz Kulczycki (1703-1716)
- Joachim Ciechanowski (1716-1719)
- Teodozy Teofil Godebski, O.S.B.M. (1720-1730)
- Jerzy Bułhak (1730-1769)
- Gedeon Horbacki (1769-1784)
- Josafat Bułhak, O.S.B.M. (1787-1798)